# Tritan Shehu
Tritan Shehu (ur. 24 kwietnia 1949 w Tiranie) – albański polityk i lekarz, w latach 1996–1997 minister spraw zagranicznych w rządzie Aleksandra Meksiego.

## Życiorys
Syn Masara i Zany. W latach 1970–1975 studiował medycynę na Uniwersytecie Tirańskim, specjalizując się w anestezjologii. Po zakończeniu studiów pracował w stacji pogotowia w Tiranie. W latach 1979–2005 wykładał na Wydziale Medycznym Uniwersytetu Tirańskiego, był autorem podręcznika anestezjologii i reanimacji dla studentów. W 1991 związał się z opozycją demokratyczną, zdobywając mandat deputowanego do parlamentu w wyborach. W parlamencie reprezentował Demokratyczną Partię Albanii (DPA). Po objęciu urzędu prezydenta przez Salego Berishę pełnił funkcję sekretarza generalnego DPA, a od 1996 przewodniczącego partii. W 1996 zastąpił Alfreda Serreqiego na stanowisku ministra spraw zagranicznych, objął także funkcję wicepremiera.
25 stycznia 1997, w czasie rewolucji piramidowej został skierowany do Lushnji, gdzie miał podjąć się mediacji z protestującymi. Pobity i uwięziony przez demonstrantów był przetrzymywany w budynku ratusza, skąd po ośmiu godzinach uwolniły go siły specjalne. W tym samym roku utracił kierownictwo partii i został zastąpiony przez Genca Pollo.
W latach 2002–2009 związał się z opozycyjną wobec Salego Berishy Odnowioną Partię Demokratyczną (Partia Demokratike te Rinovuar). W 2009 powrócił do Demokratycznej Partii Albanii. W latach 2005–2013 kierował parlamentarną komisją zdrowia publicznego. W wyborach 2017 ponownie uzyskał mandat deputowanego do parlamentu z okręgu Gjirokastra. Pełni funkcję prorektora prywatnego uniwersytetu katolickiego Zoja Këshillit të Mirë w Tiranie.
Jest żonaty (żona Aida jest dziennikarką).

## Publikacje
- 1989: Anestezia dhe reanimacioni : mjekësi e përgjithshme : (stomatologji) [współautor]